# Sonja Pikart

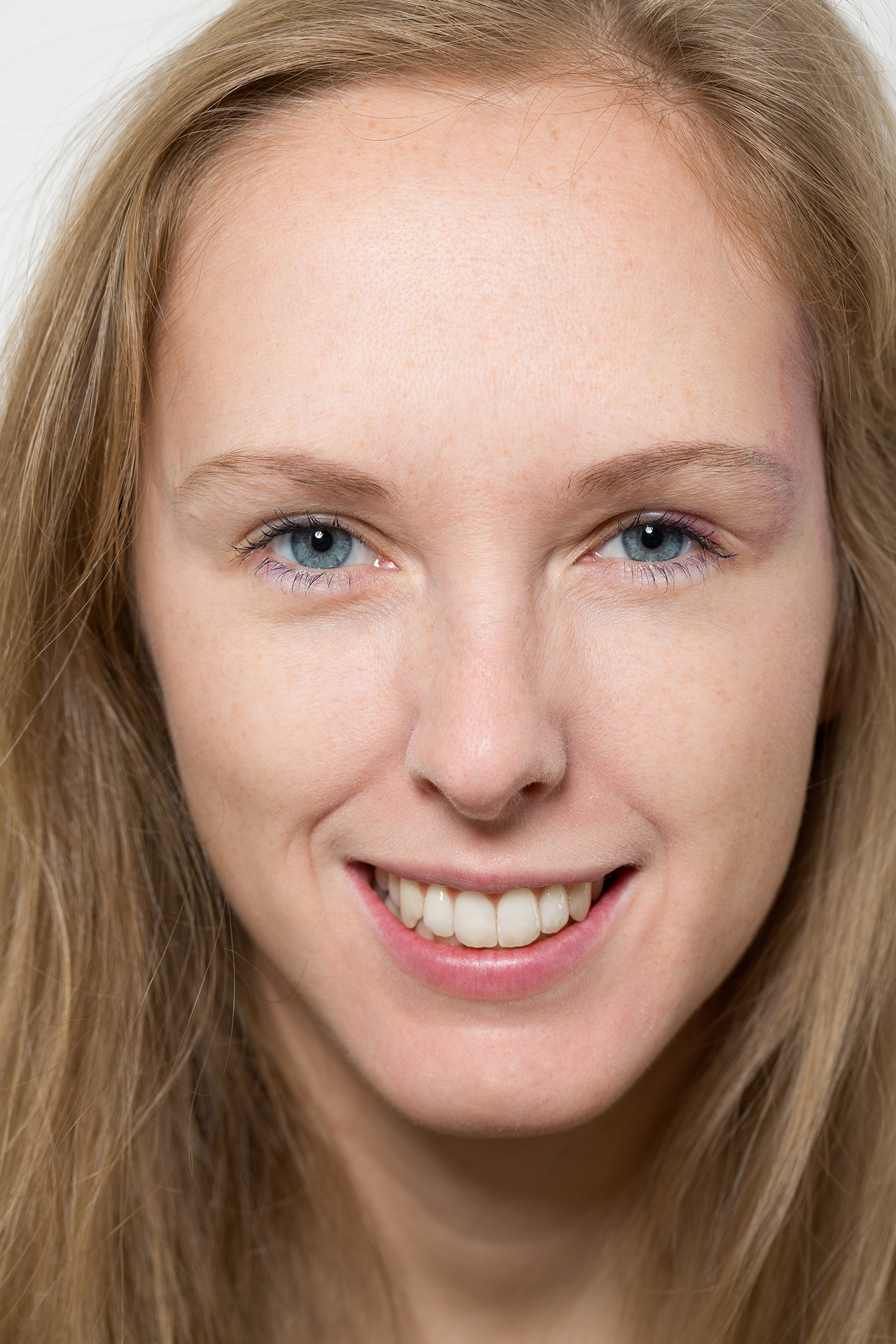
Sonja Pikart (2016)

Sonja Pikart (* 31. Oktober 1984 in Aachen) ist eine deutsche Kabarettistin und Schauspielerin.

## Leben und Wirken
Sonja Pikart ist die Tochter eines deutschen Softwareingenieurs und einer Niederländerin. Nach ihrem Abitur im Jahr 2004 am Gymnasium in Nottuln, studierte sie zunächst Humanbiologie an der Philipps-Universität Marburg. Nach ihrem Diplom im Jahr 2009 zog sie nach Wien, um dort am Konservatorium Wien Privatuniversität (heute: MUK) ein Schauspielstudium zu beginnen. Dieses schloss sie 2013 mit dem Bachelor of Arts ab.
Neben ihrer Arbeit als Schauspielerin in Theater- und Filmproduktionen begann Sonja Pikart mit ihrem Kabarett-Soloprogramm „Gluten Abend!“ im Bereich Kleinkunst tätig zu werden und gewann mit einem Ausschnitt aus diesem Debütprogramm den Neulingsnagel des Theaters am Alsergrund und trat zusammen mit Josef Hader bei „Hader und die jungen Wilden“ ebenfalls im Theater am Alsergrund auf. „Gluten Abend!“ wurde für den Rostocker Koggenzieher 2017 sowie für den Mannheimer Comedy Cup nominiert und gewann bei der „Hietzinger Kabarettkrone“ den zweiten Platz. 2019 wurde Sonja Pikart mit dem Österreichischen Kabarettpreis in der Kategorie Förderpreis ausgezeichnet und 2020 schaffte sie es ins Halbfinale des Prix Pantheon. 2024 erschien ihr Programm Halb Mensch, im selben Jahr erhielt sie den Hauptpreis beim Österreichischen Kabarettpreis, sowie den Programmpreis für GHÖST, das sie gemeinsam mit Berni Wagner und Christoph Fritz schrieb.
Zusammen mit ihrem Schauspielkollegen Benjamin Kornfeld entwickelt sie Seminare für Kommunikationstrainings.

## Kabarett
- „Gluten Abend!“, Solo-Kabarettprogramm, Premiere am 12. Oktober 2016 im Theater am Alsergrund
- „Hader und die jungen Wilden“, Theater am Alsergrund, 2016
- „Lange Nacht des Kabaretts“, Mitglied der Besetzung seit September 2019
- „Metamorphose“, Solo-Kabarettprogramm, Premiere am 22. November 2018 im Theater am Alsergrund
- „Ein Spatz, ein Wunsch, ein Volksaufstand“, Premiere am 15. September 2021 im Orpheum Wien
- „Halb Mensch“, Premiere im Jänner 2024 im Kabarett Niedermair[6]

## Theater
- 2008: „Pension Schöller“, Regie: David Gerlach, Hessisches Landestheater Marburg
- 2009: „Welch gigantischer Schwindel“, Regie: Peter Meyer, Hessisches Landestheater Marburg
- 2012: „Eine Frage der Einstellung“, Regie: Günther Treptow, Theater Drachengasse[7]
- 2012: „Was Ihr Wollt“, Regie: Philip Stemann, WUK[8]
- 2013: „Erst war es leer ohne Herz, aber jetzt geht’s wieder“, Regie: Alexander Riener, Theater Drachengasse
- 2016: „Wir Hunde“, Regie: Signa Köstler, Volkstheater, Wiener Festwochen[9]
- 2017: „Das Heuvolk“, Regie: Signa Köstler, Nationaltheater Mannheim, Schillertage
- 2017/18: „Das halbe Leid“, Regie: Signa Köstler, Schauspielhaus Hamburg
- 2019: „Det abne hjerte“, Regie: Signa Köstler, Aarhus Festungen, Aarhus

## Filmografie
- 2017: „Leben im Epilog“, Regie: Cristòbal Hornito
- 2017: „My Jurassic Place“, Regie: Danny Bellens
- 2020: SOKO Köln (Folge 341, Totgelacht) Regie: Ulrike Hamacher

## Auszeichnungen
- 2015: Neulingsnagel des Goldenen Kleinkunstnagels[10][11]
- 2016: Nestroy Spezialpreis (im Team für „Wir Hunde“)
- 2016: 2. Platz Hietzinger Kabarettkrone
- 2019: Österreichischer Kabarettpreis – Förderpreis für Metamorphosen[12]
- 2022: Kleines Scharfrichterbeil (Publikumspreis)[13]
- 2023: Burgenländischer Kabarettpreis[14]
- 2024: Österreichischer Kabarettpreis: Hauptpreis
- 2024: Österreichischer Kabarettpreis: Programmpreis für Ghöst – Eine Halloweenshow[15]
- 2024: Reinheimer Satirelöwe in Bronze[16]